# Pimelia sparsa
Pimelia sparsa es una especie de escarabajo del género Pimelia, tribu Pimeliini, familia Tenebrionidae. Fue descrita científicamente por Brulle en 1838.
Se mantiene activa durante los meses de enero, marzo, abril, agosto, octubre y diciembre.

## Descripción
Mide 22 milímetros de longitud.

## Distribución
Se distribuye por España.